# René Barthes
Pour les articles homonymes, voir Barthes.
René Victor Marie Barthes (1894-1965) est un administrateur colonial, gouverneur général de l'Afrique-Occidentale française (AOF).

## Biographie
Né le 8 octobre 1894 à Carpentras, il est d'abord professeur de philosophie, puis directeur du personnel au Ministère des colonies en 1937.
Du 7 août 1939 au 20 septembre 1939 il est gouverneur de Nouvelle-Calédonie.
Il est nommé gouverneur général de l'AOF en mai 1946. Son chef de cabinet est alors Alioune Diop, qui est sur le point de fonder la revue panafricaine Présence africaine. Barthès occupe son poste jusqu'au 27 janvier 1948, date à laquelle il prend sa retraite.
Dans les années 1950 il fait partie, aux côtés notamment de Lucie Aubrac, des instances dirigeantes de la Ligue des droits de l'homme (LDH), qui se développe dans le contexte de la résistance à la guerre d'Algérie.
René Barthes meurt en 1965. Ses obsèques sont célébrées dans la cathédrale Saint-Louis de Versailles.

## Écrits
- « L'exploitation du sous-sol africain devant l’Europe », La Nouvelle Revue française d'Outre-mer, XIV, no 3, Paris, mars 1953, p. 63-65.